# Aulavik National Park
Aulavik National Park er en  nationalpark beliggende på  Banks Island i Northwest Territories i Canada.
Den blev oprettet i 1992 og omfatter cirka 12.274 kvadratkilometer. Parken ligger på den nordlige del af Banks Island, omtrent 250 kilometer nordøst for den lille by Sachs Harbour. Der findes ingen veje til parken, så den  nås kun med flyvemaskine. Blandt parkens mest kendte besøgsmål er Thomsen River, et af Nordamerikas nordligste vandløb, der kan besejles med kano. Parken er også kendt fordi der findes mange moskusokser .

## Geografi og klima
Området hvor Aulavik National Park ligger har arktisk klima med lange, kolde vintre og en kort kølig sommer. Mængden af nedbør over året er lav, omkring 300 millimeter. Det blæser næsten konstant og kraftige vindstød er almindelige. Landskabet er varieret, og  er blevet formet af gletsjere. Ved kysten mod M'Clure Strait i nord findes stejle klipper.

## Flora og fauna
Vegetationen i Aulavik National Park er sparsom og udgøres af lave urter, mosser, laver og dværgbuske tilpassede til forholdene på tundraen. Foruden moskusokser ses blandt større landlevende pattedyr,  rensdyr, polarulv og polarræv. Ved kysten i nord forekommer desuden isbjørn, samt sæler som ringsæler og remmesæl. I vandet uden for kysten kan man også se hvidhval og grønlandshval. 